# Nový Dvůr (Jaroměřice)
Nový Dvůr je místní částí obce Jaroměřice. K roku 2005 v něm žilo 59 obyvatel včetně starosty Jaroměřic. Každoročně na svátek svaté Anny se zde pořádají pivní slavnosti pod vrchem Lavičná.

## Historie
Osada byla založena při panském dvoře majitelem jaroměřického panství Františkem Michalem Šubířem z Chobyně někdy mezi lety 1727–1735. Tento dvůr byl založen jako poslední (tedy nejnovější)v okolí Jaroměřic (po osadě Chobyně a Šubířov), a proto byl nazýván jako "nový". Osada byla založena za účelem poněmčení okolního kraje, během let však došlo k asimilaci a přirozené změně obyvatelstva, a tak po tomto zbyla pouze německá příjmení jako např. Langer nebo Schuster. Osada byla jinak zvána také jako Famelije a obyvatelé jako Famelijanti. Toto označení vychází z typu pronájmu panské půdy, který v Novém Dvoře převažoval. Termín familiant označoval poddaného, který měl panskou půdu pronajatou s dědickým právem.

## Památky

### Bývalý panský dvůr
Panský dvůr je nejstarší památku v osadě. Od roku 1922 je rozparcelován mezi soukromé vlastníky.

### Kaple sv. Anny
Bližší údaje o vzniku místní kaple nejsou známy. Podle tradice však na ni nosili kamení poutníci z Moravského Slovácka, přicházející v procesích na tzv. slováckou pouť, která se každoročně kolem svátku Nanebevstoupení Páně konala na nedalekém poutním místě Kalvárie nad obcí Jaroměřice.
Vnitřek kaple byl vyzdoben svatými obrazy a soškami, z nichž nejstarší a nejvzácnější byla dřevěná socha sv. Anny Samotřetí. Ve věžičce kaple byl umístěn zvon, kterým se pravidelně odbíjelo. Ten však byl odsud za druhé světové války odvezen do kostela na Kalvárii a již se nevrátil. Nový zvon tu byl společně s novými hodinami umístěn až roku 2008. Kaple prošla během své existence značnými úpravami. Ta poslední nahradila původní břidlicovou střešní krytinu za měděnou, přidala nový zvon, hodiny a kříž na věžičku.
Ke kapli se váže zajímavá pověst o nalezení obrazu sv. Anny. Pověst se váže k válečnému roku 1866, kdy do českých a moravských zemí vnikla pruská armáda a krajem se šířila cholera. V Novém Dvoře v domku č. 9 měl tamní truhlář tři noci po sobě sen, že za komínem pod deskami je obraz svaté Anny. Nedalo mu to, šel se tam podívat a obraz skutečně našel. Zavěsil jej do kaple a lidé se k obrazu od té doby chodili modlit, zvláště pak za ochranu proti choleře. Přitom slíbili, že jestliže přežijí, dají každý rok určitou sumu peněz na mši, jež se bude sloužit právě ve svátek svaté Anny, tj. 26. července. Cholera se pak prý osadě opravdu vyhnula a od té doby byla v Novém Dvoře svatá Anna velice uctívána. A když si prý jednou jakýsi Nechuta zavolal na svátek sv. Anny tesaře, aby mu spravil krov, ze seker sršely jiskry. Tesaři je museli odložit, klekli si a modlili se.

### Kamenný kříž
Vedle kaple stojí kamenný kříž, posvěcený v neděli 21. června 1908. Kříž nese dnes již špatně viditelný nápis "Pojďte všichni ke mně, kteří obtíženi jste, já vás občerstvím" (citát z Bible – Matouš 11,28).

### Dřevěný kříž
Na jižním konci osady stával dřevěný kříž se zpodobněním Krista neznámého vzniku a původu. V roce 2006 byl kvůli špatnému stavu nahrazen novým křížem, taktéž dřevěným.

## Fotogalerie

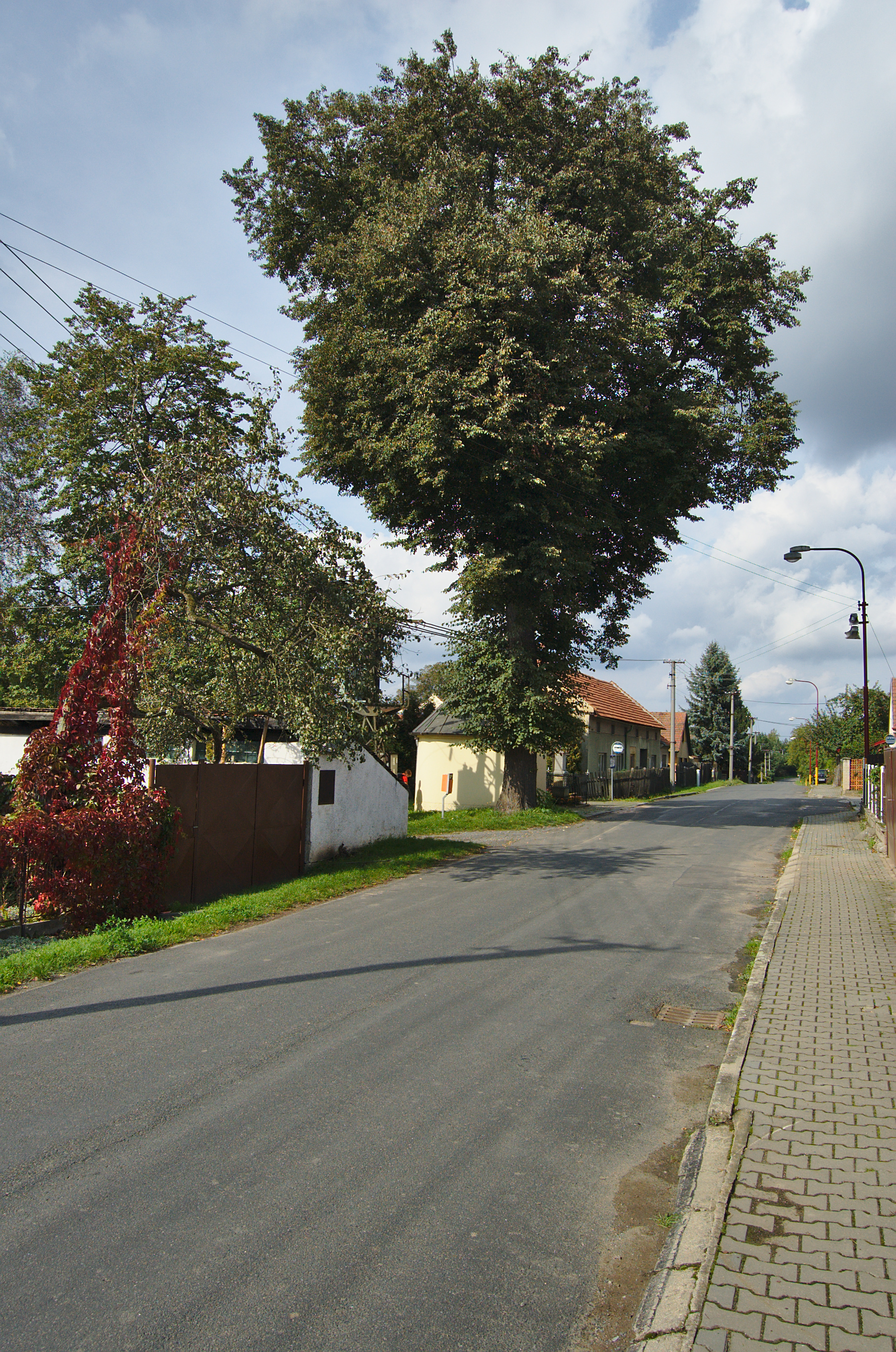
Památný strom